# Dạng chuẩn 2
Dạng chuẩn 2 (2NF) là một dạng chuẩn được sử dụng trong tiêu chuẩn hóa cơ sở dữ liệu. Dạng chuẩn 2 dựa vào khái niệm phụ thuộc hàm đầy đủ.

## Định nghĩa

### Phụ thuộc hàm
Cho một lược đồ quan hệ R(U), r là một quan hệ bất kỳ trên lược đồ quan hệ R, X và Y là hai tập thuộc tính con của U. Phụ thuộc hàm (FD-Functional Dependency) X->Y trên lược đồ quan hệ R, được đọc là "X xác định hàm Y" hoặc "y phụ thuộc hàm vào X", nếu:
- ∀t1,t2 ∈ r(R): t1[X] = t2[X] => t1[Y] = t2[Y]

tức là mỗi giá trị của X trong r chỉ tương ứng với một giá trị của Y.

### Phụ thuộc hàm đầy đủ
X->A được gọi là phụ thuộc hàm đầy đủ (full functional dependency) nếu không tồn tại Y ⊂ X để cho Y ->A

### Định nghĩa dạng chuẩn 2
| “                                                                                         | Lược đồ quan hệ R ở dạng chuẩn 2(2NF-Second Normal Form) đối với tập phụ thuộc hàm F nếu R ở dạng chuẩn 1 và mọi thuộc tính không khóa đều phụ thuộc hàm đầy đủ vào mọi khóa của R | ” |
| — Hệ Cơ Sở Dữ Liệu: Dương Tuấn Anh, Nguyễn Trung Trực - Nhà Xuất Bản ĐHQG Tp. Hồ Chí Minh | |   |

## Ví dụ
Giả sử một bảng mô tả Employees' Skills như sau:
| Employee | Skill          | Current Work Location |
| -------- | -------------- | --------------------- |
| Jones    | Typing         | 114 Main Street       |
| Jones    | Shorthand      | 114 Main Street       |
| Jones    | Whittling      | 114 Main Street       |
| Bravo    | Light Cleaning | 73 Industrial Way     |
| Ellis    | Alchemy        | 73 Industrial Way     |
| Ellis    | Flying         | 73 Industrial Way     |
| Harrison | Light Cleaning | 73 Industrial Way     |